# Lantråd

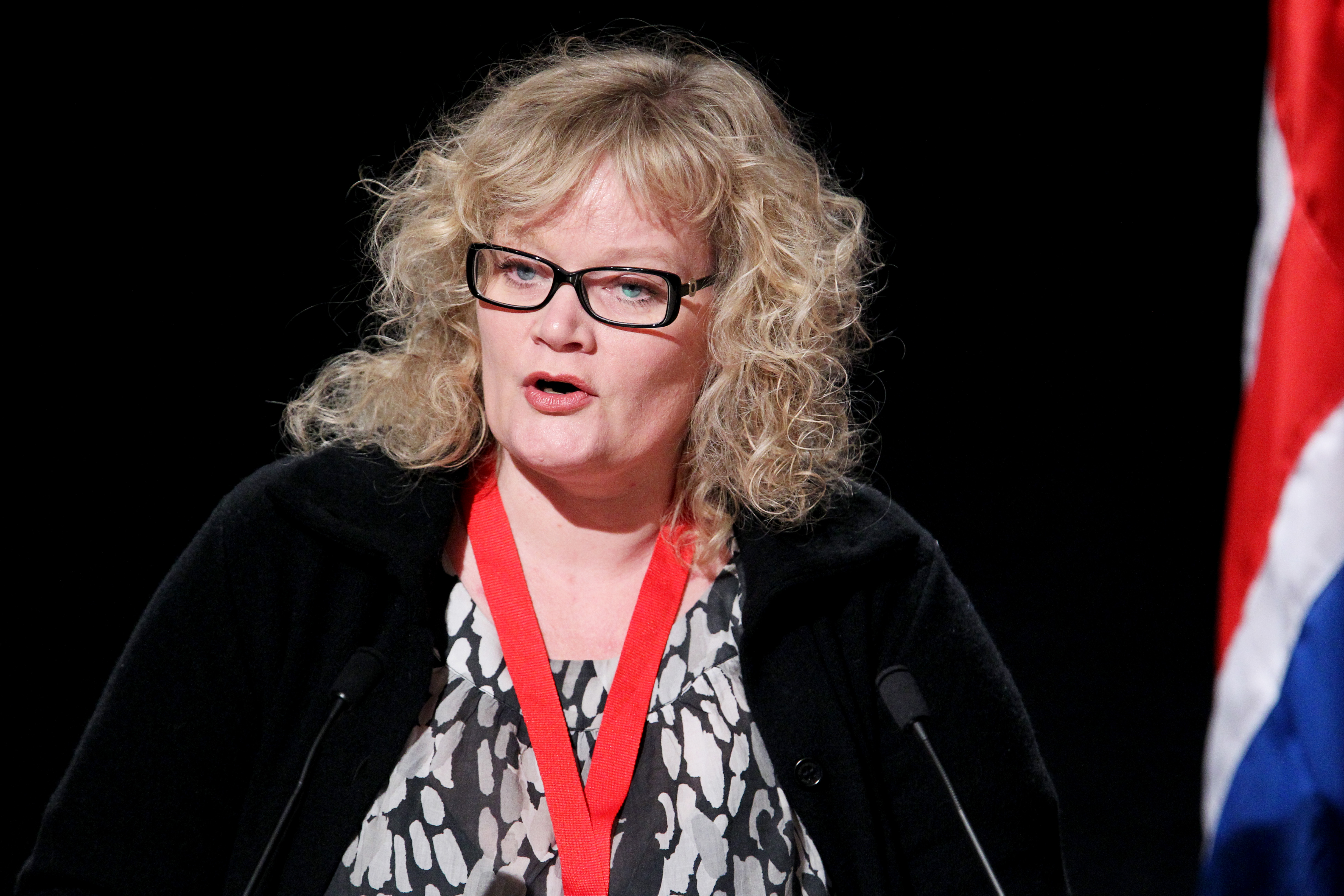
Katrin Sjögren ist nach einer ersten Amtszeit (2015 bis 2019) seit 2023 zum zweiten Mal Landrätin der Åländischen Landschaftsregierung.

Landrat, originalsprachlich schwedisch lantråd (finnisch maaneuvos) ist der Titel des Vorsitzenden der Åländischen Landschaftsregierung. Der Titel des Stellvertreters ist vice lantråd (varamaaneuvos).
Die Ålandinseln bilden eine autonom regierte Landschaft in Finnland mit Schwedisch als alleiniger Amtssprache. Es verfügt für die Beschlussfassung in Selbstverwaltungsangelegenheiten über ein eigenes Parlament, das Lagting („Landtag“), sowie eine eigene Landschaftsregierung. Der Landtag wird alle vier Jahre in allgemeinen Wahlen gewählt. Die Åländische Landschaftsregierung, mit dem Landrat als Regierungschef, wird vom Landtag ernannt.
Aktuelle Amtsinhaberin ist seit 2023 Katrin Sjögren von der Liberalen Partei.

## Name und historischer Hintergrund
Die schwedische (und finnische) Bezeichnung entspricht dem Ehrentitel Lantråd („Landrat“). Etymologisch ist sie mit Deutsch Landrat, für Vertreter der Landstände im Mittelalter und der Frühen Neuzeit bzw. später für die obersten Beamten eines Landkreises, verwandt. Auch im Schwedischen war für die allgemeine Versammlung der Landstände die Bezeichnung Landtag gebräuchlich. Die Gesamtheit der Landstände eines Herrschaftsgebietes wurde Landschaft genannt.
Åland war bis 1634 Teil des Schwedischen Reiches und wurde daraufhin als Teil der Provinz Åbo och Björneborgs län (siehe auch Provinzverwaltung in Finnland) mit der Residenzstadt Åbo (heute finnisch Turku) verwaltet. Nach dem Scheitern einer versuchten Trennung von Åbo och Björneborgs län wurde Åland am 17. September 1809 Teil des russischen Großfürstentums Finnland. Während des Ersten Weltkrieges kam es im Zuge der Oktoberrevolution zwischen 1917 und 1919 zu einer Volksbewegung zur Wiedervereinigung mit Schweden, ehe der Völkerbund am 24. Juni 1921 zu einem Verbleib von Åland zugunsten Finnlands entschied. Mit der Schaffung der autonomen Landschaft Åland am 9. Juni 1922 wurde die Institution der Åländischen Landschaftsregierung geschaffen, welchem der Åländische Landrat vorsteht.
Die erste Frau in der Funktion als Landrätin war Viveka Eriksson von der Liberalen Partei (2007–2011). Camilla Gunell, die am 22. November 2011 zur Landrätin gewählt wurde, war die erste Vertreterin der Sozialdemokraten. 

## Liste der Amtsinhaber
Die folgende Tabelle listet die Åländischen Landräte seit 1922 auf.
| Beginn der Amtszeit | Ende der Amtszeit | Amtsinhaber                  | Lebensdaten | Partei | Kabinett                                                                            |
| ------------------- | ----------------- | ---------------------------- | ----------- | ------ | ----------------------------------------------------------------------------------- |
| 10. Juli 1922       | 30. Dezember 1938 | Carl Björkman                | 1873–1948   |        |                                                                                     |
| 30. Dezember 1938   | 1. Januar 1955    | Viktor Strandfält            | 1887–1962   |        |                                                                                     |
| 1. Januar 1955      | 28. März 1967     | Hugo Johansson               | 1900–1983   | sfp    |                                                                                     |
| 28. März 1967       | 1. Juli 1972      | Martin Isaksson              | 1921–2001   |        |                                                                                     |
| 1. Juli 1972        | 1. Januar 1979    | Alarik Häggblom              | 1914–1996   | LIB    |                                                                                     |
| 1. Januar 1979      | 20. April 1988    | Folke Woivalin               | * 1928      | C      |                                                                                     |
| 20. April 1988      | 28. November 1991 | Sune Eriksson                | * 1939      | LIB    | Kabinett Sune Eriksson                                                              |
| 28. November 1991   | 24. November 1995 | Ragnar Erlandsson            | * 1941      | C      | Kabinett Erlandsson                                                                 |
| 24. November 1995   | 3. Dezember 1999  | Roger Jansson                | * 1943      | FS     | Kabinett Jansson                                                                    |
| 3. Dezember 1999    | 26. November 2007 | Roger Nordlund               | * 1957      | C      | Kabinett Nordlund I Kabinett Nordlund II Kabinett Nordlund III Kabinett Nordlund IV |
| 26. November 2007   | 25. November 2011 | Viveka Eriksson              | * 1956      | LIB    | Kabinett Viveka Eriksson                                                            |
| 25. November 2011   | 25. November 2015 | Camilla Gunell               | * 1970      | ÅSD    | Kabinett Gunell                                                                     |
| 25. November 2015   | 10. Dezember 2019 | Katrin Sjögren (1. Amtszeit) | * 1966      | LIB    | Kabinett Sjögren I                                                                  |
| 10. Dezember 2019   | 11. Dezember 2023 | Veronica Thörnroos           | * 1962      | C      | Kabinett Thörnroos                                                                  |
| 11. Dezember 2023   | amtierend         | Katrin Sjögren (2. Amtszeit) | * 1966      | LIB    | Kabinett Sjögren II                                                                 |